# Neopromachus sordidus
Neopromachus sordidus är en insektsart som först beskrevs av Kirby 1896.  Neopromachus sordidus ingår i släktet Neopromachus och familjen Phasmatidae. Inga underarter finns listade i Catalogue of Life.